# Amt Benneckenstein
Das Amt Benneckenstein war ein Gerichts- und Verwaltungsbezirk in der Schwarzburg-Rudolstädter Unterherrschaft mit Sitz in Benneckenstein.

## Geschichte
Das Amt umfasste lediglich den Viertel-Anteil, den Schwarzburg-Rudolstadt an Benneckenstein besaß.
Benneckenstein war 1373 zwischen den beiden Linien der Grafen von Honstein-Klettenburg und Hohnstein-Heringen geteilt worden. 1403 hatte Graf Dietrich von Hohnstein seine Hälfte an die Landgrafen von Thüringen abgetreten und 1424 hatten die Schwarzburger Grafen der Linie Schwarzburg-Blankenburg die Heringische Hälfte erworben. 1574 ging der Besitz auf Schwarzburg-Sondershausen über und fiel 1584 an Schwarzburg-Frankenhausen. 1599 wurde die Hälfte erneut geteilt. Nun besaß Schwarzburg-Sondershausen und Schwarzburg-Rudolstadt je ein Viertel. Letzteres wurde als Amt Benneckenstein verwaltet.
1648 erwarb das Kurfürstentum Brandenburg die Klettenburger Hälfte, 1676 das Sondershausener Viertel und schließlich 1741 den Rudolstädter Anteil.

## Umfang
- Benneckenstein
- Sorge

## Amtmänner
- Christian Walther (1680–1728); 1725 inhaftiert und in Haft gestorben